# Heatherette

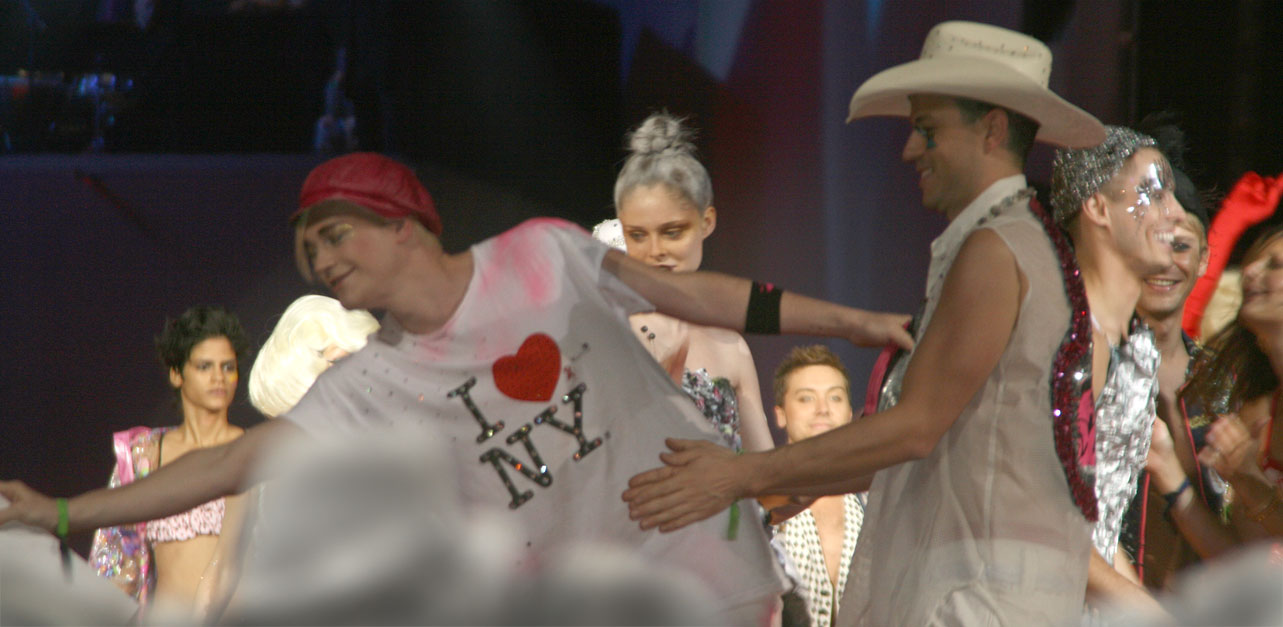
Life Ball 2007

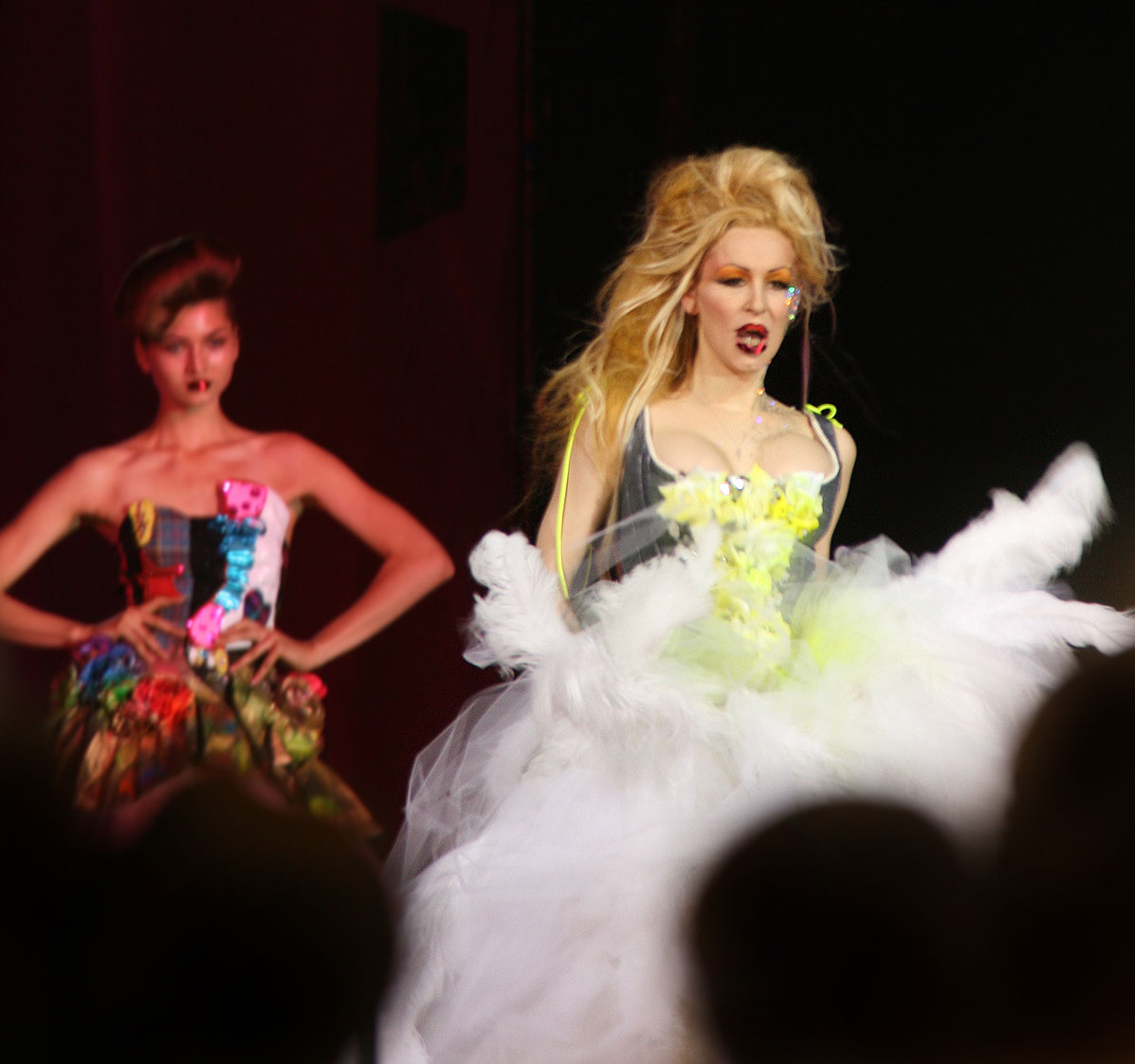
Pokaz Heatherette podczas Life Ball 2007

Heatherette to firma odzieżowa i dom mody. Założycielami są Traver Rains i Richie Rich. Główna siedziba firmy mieści się w Nowym Jorku. Rich zawdzięcza swoją pozycję przynależności w latach 80. i 90. do Club Kid.
W 1999 r. Rains i Rich zaczęli w ramach swojego hobby eksperymentować z łączeniem koszulek i wyrobów skórzanych w swoim mieszkaniu. Rich pokazał się na przyjęciu w zaprojektowanym przez nich podkoszulku co zwróciło uwagę dyrektora kreatywnego i zaopatrzeniowca sklepu Patricia Field, który zamówił od razu 20 koszulek.
Stroje Heatherette noszą tak znani ludzie jak Gwen Stefani, Pamela Anderson, Mya, Kelis, Pink czy Paris Hilton. Dla jesiennej kolekcji 2007 r. Heatherette współpracował z modelką i projektantką Lydią Hearst projektując serię skórzanych torebek dla Pumy.
Heatherette wywołało poruszenie w Nowojorskim świecie mody artykułami w takich czasopismach jak Vogue czy Rolling Stone. W szczególności zainteresowanie budzi pokaz mody organizowany przez firmę. Projektanci zostali przedstawieni podczas Nowojorskiego Tygodnia Mody.